# Nine Objects of Desire
Nine Objects of Desire je páté řadové album americké písničkářky Suzanne Vega, které vyšlo v roce 1996. Píseň Caramel se objevila na soundtracku k filmu Mikea Nicholse Na dotyk.

## Seznam skladeb
1. Birth-Day (Love Made Real) – 3:36
2. Headshots – 3:07
3. Caramel – 2:53
4. Stockings – 3:31
5. Casual Match – 3:10
6. Thin Man – 3:38
7. No Cheap Thrill – 3:09
8. World Before Columbus – 3:26
9. Lolita – 3:34
10. Honeymoon Suite – 2:56
11. Tombstone – 3:04
12. My Favorite Plum – 2:48

## Obsazení
- Suzanne Vega – zpěv, kytara
- Don Byron – klarinet
- Tchad Blake – kytara
- Dave Douglas – trubka
- Mark Feldman – smyčce
- Mitchell Froom – klávesy, baskytara
- Jerry Marotta – bicí, perkuse
- Sebastian Steinberg – baskytara
- Bruce Thomas – baskytara
- Pete Thomas – bicí, perkuse
- Steve Donnelly – kytara
- Yuval Gabay – bicí
- Jane Scarpantoni – violoncello

## Hitparády
| Nejlepší umístění v albové hitparádě | Země                    |
| ------------------------------------ | ----------------------- |
| 20                                   | Finsko                  |
| 23                                   | Švýcarsko               |
| 25                                   | Rakousko, Francie       |
| 43                                   | Velká Británie, Německo |
| 92                                   | USA                     |